# Jan Tratnik
Jan Tratnik (Lubiana, 23 febbraio 1990) è un ciclista su strada sloveno che corre per il team Red Bull-Bora-Hansgrohe. Nel 2012 ha vinto il titolo di campione europeo in linea Under-23, mentre nel 2020 ha vinto una tappa al Giro d'Italia.

## Palmarès

### Strada
- 2008 (Juniores)

Coppa Pietro Linari
- 2009 (Radenska, una vittoria)

Po ulicah Kranja
- 2010 (Zheroquadro Radenska, una vittoria)

Gran Premio della Liberazione
- 2012 (Radenska, una vittoria)

Campionati europei, Prova in linea under-23
- 2015 (Amplatz-BMC, quattro vittorie)

Campionati sloveni, Prova a cronometro
5ª tappa Tour de Hongrie (Gyöngyös > Budapest)
2ª tappa East Bohemia Tour (Hořice > Hořice)
Classifica generale East Bohemia Tour
- 2016 (Amplatz-BMC, quattro vittorie)

5ª tappa Okolo Slovenska (Bojnice > Piešťany)
Campionati sloveni, Prova in linea
2ª tappa East Bohemia Tour (Opočno > Opočno)
Classifica generale East Bohemia Tour
- 2017 (CCC, due vittorie)

Prologo Okolo Slovenska (Levoča > Levoča, cronometro)
Classifica generale Okolo Slovenska
- 2018 (CCC, quattro vittorie)

4ª tappa Settimana Internazionale di Coppi e Bartali (Fiorano Modenese > Montegibbio, cronometro)
Volta Limburg Classic
1ª tappa Szlakiem Grodów Piastowskich (Polkowice > Polkowice, cronometro)
Campionati sloveni, Prova a cronometro
- 2019 (Bahrain-Merida, una vittoria)

Prologo Tour de Romandie (Neuchâtel > Neuchâtel)
- 2020 (Bahrain-McLaren, una vittoria)

16ª tappa Giro d'Italia (Udine > San Daniele del Friuli)
- 2021 (Bahrain Victorious, una vittoria)

Campionati sloveni, Prova a cronometro
- 2022 (Bahrain Victorious, una vittoria)

Campionati sloveni, Prova a cronometro
- 2024 (Team Visma-Lease a Bike, una vittoria)

Omloop Het Nieuwsblad

#### Altri successi
- 2015 (Amplatz-BMC)

Classifica punti Österreich-Rundfahrt
Classifica punti Tour de Hongrie
- 2016 (Amplatz-BMC)

Classifica punti Istrian Spring Trophy
Classifica GPM Giro di Slovenia
Classifica punti East Bohemia Tour
- 2017 (CCC)

1ª tappa, 2ª semitappa Settimana Internazionale di Coppi e Bartali (Gatteo > Gatteo, cronosquadre)
Classifica punti Okolo Slovenska
- 2023 (Jumbo-Visma)

3ª tappa Parigi-Nizza (Dampierre-en-Burly, cronosquadre)
2ª tappa Vuelta a Burgos (Oña > Poza de la Sal, cronosquadre)

## Piazzamenti

### Grandi Giri
- Giro d'Italia

2017: 106º
2020: 62º
2021: 70º
2022: ritirato (3ª tappa)
2024: 34º
2025: 83º
- Tour de France

2019: 93º
2022: 71º
- Vuelta a España

2021: 94º
2023: 38º

### Classiche monumento
- Milano-Sanremo

2021: 135º
2022: 9º
2023: 91º
- Giro delle Fiandre

2019: 87º
2022: 12º
Parigi-Roubaix
2019: 87º
- Liegi-Bastogne-Liegi

2023: 25º
- Giro di Lombardia

2023: 47º

### Competizioni mondiali
- Campionati del mondo su strada

Città del Capo 2008 - Cronometro Juniores: 25º
Città del Capo 2008 - Gara in linea Juniores: 48º
Mendrisio 2009 - Cronometro Under-23: 52º
Mendrisio 2009 - Gara in linea Under-23: 60º
Melbourne 2010 - Gara in linea Under-23: ritirato
Limburgo 2012 - Gara in linea Under-23: ritirato
Bergen 2017 - Cronosquadre: 8º
Bergen 2017 - Cronometro Elite: 10º
Bergen 2017 - In linea Elite: ritirato
Innsbruck 2018 - Cronosquadre: 9º
Innsbruck 2018 - Cronometro Elite: 31º
Innsbruck 2018 - In linea Elite: ritirato
Yorkshire 2019 - Staffetta: 7º
Yorkshire 2019 - Cronometro Elite: 36º
Yorkshire 2019 - In linea Elite: ritirato
Imola 2020 - Cronometro Elite: 24º
Imola 2020 - In linea Elite: ritirato
Fiandre 2021 - Cronometro Elite: 15º
Fiandre 2021 - In linea Elite: ritirato
Wollongong 2022 - In linea Elite: 12°
- Giochi olimpici

Tokyo 2020 - In linea: 67º
Parigi 2024 - Cronometro: 27º
Parigi 2024 - In linea: 8º

### Competizioni continentali
- Campionati europei

Verbania 2008 - Cronometro Juniores: 30º
Verbania 2008 - In linea Juniores: 45º
Hooglede-Gits 2009 - Cronometro Under-23: 32º
Hooglede-Gits 2009 - In linea Under-23: 91º
Goes 2012 - Cronometro Under-23: 17º
Goes 2012 - In linea Under-23: vincitore
Plumelec 2016 - Cronometro Elite: 24º
Plumelec 2016 - In linea Elite: 97º
Herning 2017 - In linea Elite: ritirato
Plouay 2020 - Cronometro Elite: 6º
Monaco di Baviera 2022 - In linea Elite: 88º
Monaco di Baviera 2022 - Cronometro Elite: 13º
- Giochi europei

Baku 2015 - Cronometro: 20º
Baku 2015 - In linea: ritirato